# Juan Antonio Ramos
Juan Antonio Ramos, né le 18 août 1976 à Barcelone (Espagne), est un taekwondoïste espagnol.

## Biographie
Il est le mari de Brigitte Yagüe.

## Palmarès

### Jeux olympiques
- 5e des -58 kg aux Jeux olympiques 2008 à Pékin, (Chine)
- 5e des -58 kg aux Jeux olympiques 2004 à Athènes, (Grèce)

### Championnats du monde
- Médaille d'or des -58 kg du Championnat du monde 2007 à Pékin, (Chine)
- Médaille de bronze des -54 kg du Championnat du monde 2001 à Jeju, (Corée du Sud)
- Médaille d'or des -50 kg du Championnat du monde 1997 à Hong Kong, (Chine)

### Championnats d'Europe
- Médaille d'or des -58 kg du Championnat d'Europe 2004 à Lillehammer, (Norvège)
- Médaille d'argent des -54 kg du Championnat d'Europe 2002 à Samsun, (Turquie)
- Médaille d'or des -54 kg du Championnat d'Europe 2000 à Patras, (Grèce)
- Médaille de bronze des -54 kg du Championnat d'Europe 1998 à Eindhoven, (Pays-Bas)
- Médaille d'or des -54 kg du Championnat d'Europe 1996 à Helsinki, (Finlande)